# Берегите мужчин!
«Берегите мужчин!» — советская кинокомедия 1982 года, поставленная Александром Серым на киностудии «Мосфильм».

## Сюжет
Фильм рассказывает историю одной семейной пары. Марфа Петровна работает в НИИ заместителем директора, кандидат наук, завершает работу над докторской диссертацией и по-настоящему увлечена своей работой. Она мужественная, деловая, энергичная и привыкла командовать. Она пытается применять такой же тип поведения и в жизни.
Её муж по-своему талантлив — у него идеальный музыкальный слух и интересное хобби: он коллекционирует маленькие и большие колокольчики, различая их звук до мельчайших нюансов. При этом он работает рядовым инженером на фабрике швейных машинок, не хватает звёзд с неба, скромен, нерешителен, неловок и привык подчиняться жене. И даже дочка — ученица начальной школы, бойкая боевая девочка, относится к нему без особого уважения, называя его «Вовик».
Семейная лодка пары даёт течь, и дело медленно движется к разводу: перед уходом на работу Марфа Петровна оставляет письмо мужу, в котором сообщает о намерении расстаться с ним. «Вовик», пытаясь исправить ситуацию, приходит на работу к жене, не желающей с ним больше говорить, постоянно звонит маме, заслуженной учительнице, которая по характеру такая же «командирша», как и Марфа Петровна, и просит её совета, жалуясь на жену.
Под стать мужу Марфы Петровны и её коллеги-мужчины: по сюжету фильма становится ясно, что весь производственный и научный процесс держится на женских плечах.
У героини фильма появляется поклонник. Он пылок и восхищается красотой Марфы Петровны. Впрочем, он оказывает знаки внимания не без корысти: ему, скульптору, для работы нужны три тонны листовой бронзы, которая есть в НИИ. Про намечающийся роман узнаёт муж, который приезжает в мастерскую, и это обстоятельство в конечном счёте приводит к неожиданному результату.

## В ролях
- Нина Русланова — Марфа Петровна Родионова (озвучивала другая актриса — возможно, Лилиана Алёшникова)
- Леонид Куравлёв — Владимир «Вовик» Борисович Родионов, муж Марфы
- Александр Лазарев — Георгий Ильич Граф, поклонник Марфы
- Александр Вокач — Артур Карпович, директор НИИ
- Наталья Селезнёва — Алла, подруга Марфы
- Нина Агапова — Наталья Сергеевна, секретарша Артура Карповича
- Вадим Захарченко — Глотов, председатель месткома
- Николай Кочегаров — Мишель
- Римма Маркова — мать Вовика
- Марина Стриженова — Виолетта Максимильяновна, жена Артура Карповича
- Анна Лысикова — Жанна, дочь Марфы и Вовика

### А также
- Вадим Александров — сотрудник НИИ
- Юрий Волков — учёный
- Вера Ивлева — таксистка
- Игорь Кашинцев — Денис Архипович Быков, председатель Главка
- Наталья Крачковская — диктор НИИ
- Александр Кузьмичёв — сотрудник НИИ
- Виктор Маркин — инженер
- Марина Полбенцева — Людмила Юрьевна, сотрудница НИИ
- Николай Прокопович — Джордж, представитель иностранной фирмы на выставке
- Светлана Старикова — Ольга, секретарша Быкова
- Евгения Ханаева — представительница иностранной фирмы на выставке
- Светлана Харитонова — инспектор технадзора
- Ян Янакиев — теоретик Николай Николаевич
- Леонид Недович — иностранец на выставке
- Сергей Цейц — коллекционер оружия

## Съёмочная группа
- Автор сценария: Марина Акопова
- Режиссёр-постановщик: Александр Серый
- Оператор-постановщик: Ральф Келли
- Художник-постановщик: Георгий Турылёв
- Композитор: Геннадий Гладков
- Звукооператор: Владимир Крачковский

## Технические данные
- Производство: 1982 года, СССР, Мосфильм, Четвёртое творческое объединение
- Цветной, 1,33:1 (4:3), 76 мин., моно
- Оригинальный язык: русский
- Премьера: 4 марта 1983 года
- Дистрибьютор DVD (2006) и VHS (2003): Крупный план
  - Серия: Отечественное кино XX века